# Перегрина
Перегрина (шп. Peregrina) мексичка је теленовела, продукцијске куће Телевиса, снимана током 2005. и 2006.
У Србији је приказивана 2006. на телевизији Пинк.

## Синопсис
Кћерка милионера Елисеа, Марисела, болује од неизлечиве болести и остало јој је још мало живота. Марисела затрудни и умире на порођају. У међувремену Елисео припрема свадбу са Викторијом, удовицом са два сина близанца Анибалом и Родолфом. Викторија неће дозволити да новорођена девојчица угрози наследство за које сматра да треба припасти Анибалу, њеном миљенику. Користи боравак циркуса „Балтазар“ у граду, чија пророчица Сабина на свет доноси болесну девојчицу, која после пар дана умре. Уз помоћ слушкиње односи бебу у циркус, а кући доноси мртву бебу. Једина особа која све то зна умире несрећним случајем. Девојчица у циркусу добија име Перегрина (срп. Луталица). После двадесет година циркус се враћа у град. Родолфо у циркусу упознаје Перегрину и временом се заљубљује у њу. Перегрина одлази да га посети, на прагу његове куће среће Викторију која се шокира њеном сличношћу са покојном Мариселом. После пар дана Родолфо одлази на пут, а Анибал, на наговор мајке, користи одсуство и на превару се жени Перегрином. На меденом месецу Анибала изненади посета љубоморне Абигаил, која га у току свађе убија. Перегрина за то не сазна, а Родолфо по повратку са пута сазнаје шта се догодило. Пред девојком се прави да је Анибал у намери да открије ко је убица његовог брата, све његове сумње усмерене су на њу, па Перегрина постаје жртва освете.

## Улоге
| Глумац:               | Улога:             |
| --------------------- | ------------------ |
| Африка Завала         | Перегрина Марисела |
| Едуардо Капетиљо      | Родолфо Анибал     |
| Елена Рохо            | Сабина             |
| Жаклин Андере         | Викторија          |
| Синтија Клитбо        | Абигаил            |
| Игнасио Лопез Тарсо   | Балтасар Тонтон    |
| Абрахам Рамос         | Иван               |
| Карлос Камара         | Елисео             |
| Салвадор Санчез       | Мелкидес           |
| Мигел Корсега         | Фелипе             |
| Алехандро Ибара       | Рубен Тонтин       |
| Кармен Амескуа        | Ангелика           |
| Дијана Голден         | Висента            |
| Наташа Дупејрон       | Ева Евита          |
| Малиљани Марин        | Архелија           |
| Мигел Лојо            | Карима             |
| Едуардо Родригез      | Бенхамин           |
| Виолета Исфел         | Росарио Ћарито     |
| Рената Флорес         | Дивина             |
| Мигел Анхел Фуентес   | Квазимодо          |
| Кетрин Папиле         | Сандра             |
| Елијас Чипрут         | Едуардо            |
| Беатриз Агире         | Наваро             |
| Мишел Алварес         | Бренда             |
| Тони Браво            | Алонсо             |
| Марија Чакон          | Едит               |
| Алберто Чавез         | Грегорио           |
| Гиљермо Гарсија Канту | Карон              |
| Сара Монтес           | Фермина            |
| Виктор Норијега       | Еухенио            |
| Росита Кинтана        | Елоина             |